# Tonlésap (řeka)
Tonlésap je řeka v Kambodži. Je to pravý přítok Mekongu. Je přibližně 100 km dlouhá. Povodí má rozlohu přibližně 85 000 km².

## Průběh toku
Odtéká z jezera Tonlésap a ústí do Mekongu. V době vysoké vodnosti Mekongu teče voda opačným směrem z řeky do jezera. Od července do konce října teče do jezera, zatímco po zbytek roku opačně.

## Vodní režim
Průměrný průtok vody činí přibližně 1300 m³/s.

## Využití
Na řece je možná vodní doprava. Leží na ní města Kampongčnang a v ústí Phnompenh.